# Mayarí
Mayarí es una ciudad situada en la zona sudoriental de Cuba, en el centroeste de la provincia de Holguín.
Es capital del municipio del mismo nombre. Su término municipal se extiende 1310.6 km², y colinda al norte se limita con la bahía de Nipe y  y los municipios Banes y Antilla, al sur con la provincia de Santiago de Cuba (municipios Julio Antonio Mella, San Luis y Segundo Frente), al este el municipio Frank País y al oeste los municipios Cueto y Báguanos.
Es un territorio de contrastes y bellezas naturales: hermosos valles, altas montañas; elevadas temperaturas en el llano y muy frescas en las montañas; playas de fina arena y aguas azules, muchas casi vírgenes; extensos humedales; grandes parques naturales y todo conviviendo con importantes industrias en expansión.
Mayarí es la última de las cuatro localidades cubanas que Compay Segundo menciona en su canción «Chan Chan», siendo las otras Alto Cedro, Marcané y Cueto.

## Historia
| Primer Gobierno Municipal 1879 | Primer Gobierno Municipal 1879 |
| ------------------------------ | ------------------------------ |
| Juan Grau y Prat               | Alcalde                        |
| Jerónimo Villoldo Toledo       | Concejal                       |
| Antonio Teruel Olmedo          | Concejal                       |
| Eugenio Morlote San Emérito    | Concejal                       |
| Marcos Vidal Escala            | Concejal                       |
| José Villoch Elorza            | Concejal                       |
| Benito Álvarez Sánchez         | Concejal                       |
| Francisco Moya Abella          | Concejal                       |
| Alfredo Grau y Batlle          | Concejal                       |
| Herminio Villoldo Gassthión    | Concejal                       |
| Faustino Braña Fernández       | Concejal                       |
| Rosendo Toncuts Moreno         | Concejal                       |
| Bartolomé Tur y Tur            | Concejal                       |
| Felipe P. Torres Abascal       | Concejal                       |
| Miguel Roig Margarit           | Concejal                       |
| Manuel Morales García          | Depositario                    |
| Pedro Ramos Trujillo           | Secretario                     |
| Juan Puig                      | Escribiente                    |
| Eduardo Torrents               | Escribiente                    |

Los orígenes de Mayarí se remontan al 9 de mayo de 1757 en la zona conocida como "El Cocal" (uno de los actuales barrios de la ciudad) cuando se construyó una ermita, bajo la advocación de San Gregorio Nacianceno, de ahí su nombre inicial de San Gregorio de Mayarí; 20 años después, esta ermita fue declarada oratorio público pues contaba con sus libros de bautismo, defunciones, matrimonios y contabilidad; esta era tenencia del curato de Cuba. En 1786 se eleva a la categoría de parroquia, encargándose de presidir la Eucaristía el fraile Rafael Zenarruza perteneciente a la Orden de Predicadores.
En 1793 la sede de la parroquia se traslada al lugar que ocupa hoy, inicialmente fue construida de madera. En 1827 habían, además del rústico templo, 112 viviendas para uso de una población de 667 personas.
En 1858 se colocó la primera piedra de un nuevo templo más grande y seguro, estaba construido de mampostería, dividido en tres naves por arcos de madera, tenía anexado la casa curato con suficientes comodidades. Era entonces su Cura Juan Gallar. Fue reconstruida nuevamente en 1882 y terminadas sus torres en 1887. Después de varias remodelaciones fue reconsagrada el 25 de julio de 2003. Desde finales de la década del 1980, la Iglesia Católica mayaricera viene siendo atendida pastoralmente por sacerdotes pertenecientes a la Congregación de Misioneros del Verbo Divino. Mayarí conforma una de las 8 "zonas pastorales" en que se divide la Diócesis de Holguín.
También se decidió a levantar un nuevo cementerio en esta misma fecha, con cimientos de mampostería con portada de madera o hierro según los fondos que se recaudaron en el vecindario.
En un censo realizado en la Isla de Cuba, entre 1841-1842, se plantea que Mayarí (San Gregorio) poseía 679 hab. Para 1846 bajó el índice a 660, divididos en: blancos: 239, libres de color: 311 y esclavos: 110.
Su Ayuntamiento fue creado el 4 de noviembre de 1878 por decreto del Gobierno General de la Isla de Cuba en virtud de petición de los mayores contribuyentes, segregándose del de Holguín al que pertenecía, siendo nombrado Alcalde Corregidor el Comandante D. Emilio Infesta. Ostenta categoría de municipio desde el 19 de enero de 1879 por decreto aprobado el 6 de septiembre del año anterior. A partir de lo cual pasa a ser gobernado por el alcalde municipal, el primero fue Don Juan Grau y Prat.
Es común encontrar los apellidos que comienzan con V entre las familias fundadoras o más antiguas de Mayarí. Así predominan los Villoldo, Vinardell, Villoch, Visiedo, Vila, Vega, Viña, Villa, Villasana, Valenzuela, etc,.
El 27 de enero de 1881 llega a Mayarí, desde Madrid, la autorización para matrimonios de individuos de diferentes razas.
En 1889 y según consta en documentos de la época, la villa tenía 8087 habitantes, se cuenta también que entonces el valle de Mayarí, tan lindo o más que el del Yumurí en Matanzas, era notable por su número exorbitante de palmeras y por la brisa constante que allí se disfrutaba, que le hacía ser un pueblo saludable, siendo a la vez muy pintoresco.
Las infinitas vegas de tabaco que poblaban los alrededores del pueblo daban al paisaje un aspecto encantador.
La configuración del pueblo era defectuosa, por haber sido trazadas las primeras casas, siguiendo la dirección de lo que fue en un tiempo camino real y que se había convertido en la calle Principal o de San Gregorio. Había, en ese año y según las mismas crónicas, una escuela municipal de varones y otra de niñas, una bonita iglesia y Cura párroco, telégrafo y servicio de comunicaciones bisemanal a Santiago de Cuba.
Entonces, los vapores de R. Herrera tocaban en Mayarí dos veces al mes, y la carga y descarga se efectuaba desde la bahía de Nipe, que dista cinco leguas del pueblo por el río Mayarí, mediante lanchas y remolcadores.
El Parque Central Arcadio Leyte Vidal, fue construido en 1899 por iniciativa del Comandante militar norteamericano Binguelow, en terrenos propiedad de la familia Mastrapa Leyte Vidal.

## SigloXX, etapa republicana
El primer cinematógrafo que llegó a la villa fue uno ambulante, en 1910. Trabajaba con carburo. Las primeras cintas exhibidas fueron La Cenicienta y Los Miserables. En el año 1914 se inaugura el teatro Presilla, propiedad de Demetrio Presilla, originario de España. En aquella época las películas se mantenían en cartelera hasta un mes por lo que había que darles mucha propaganda para animar a los mayariceros de entonces a que asistieran a las funciones. El citado teatro podía dar cabida a alrededor de mil personas, estas se ubicaban según sus posibilidades económicas: lunetas, palcos y graderías. Estaba instituido un día especial para las damas; este era el jueves; el caballero pagaba entonces diez centavos y su dama acompañante no tenía que abonar dinero alguno. El local que ocupaba el cine, poseía en su vestíbulo un comercio, la tienda RCA Victor, en la cual se ofertaban vajillas, cristalería y otros productos. Detrás de esta tienda se encontraba la oficina del administrador. El cine sonoro hizo su aparición a finales del 1930.
Alrededor de los años 1935-1938, existió en Mayarí el cine Arespi, el mismo pertenecía a una asociación holguinera y daba sus funciones al aire libre.
20 de mayo de 1936, se inaugura en Mayarí la primera Biblioteca pública por iniciativa de la Asociación Cultural José Martí. Los fondos se recaudaron por una colecta pública y el Sr. José A. Ramírez, presidente de la Agrupación Martí, hizo entrega al alcalde municipal de la nueva institución que fue dirigida por Mario Vaillant Luna.
Los libros que formaron el fondo de esta primera Biblioteca fueron recogidos por alumnos de la Academia Martí, que salían a las calles con el lema: "No queremos dinero, queremos solo libros".
Se recogieron cerca de cuatrocientos (400) volúmenes, luego siguieron donativos, pues continuaron la campaña de recolecta de libros, al parecer durante años. Siendo alcalde Don Sánchez Pérez, se fabricó el nuevo edificio municipal, trasladando la Biblioteca del viejo y destartalado local que ocupaba en la calle Leyte Vidal para un amplio salón.
La United Fruit Company (empresa estadounidense) en el territorio de Mayarí construye la central azucarera "Preston" en 1907, lo que disparó la demanda de mano de obra, poco abundante entonces. El gobierno autoriza la entrada de inmigrantes haitianos y jamaicanos para las labores agrícolas.
En el año 1942 se inició la construcción de la planta de níquel "Nicaro" con fondos estatales.
El gobierno del dictador Fulgencio Batista colaboró con la construcción de Nicaro, ofreció todo tipo de facilidades y brindó tropas para la custodia de la región. Llegó a declarar a Nicaro "Proyecto de Guerra"; violó el artículo 77 de la constitución del 1940, que prohibía el despido de los obreros sin la tramitación de expediente.
La empresa constructora podía actuar con absoluta libertad, despedir a los trabajadores, pagarles salarios mínimos y mantenerlos en las peores condiciones de habitación y alimentación.

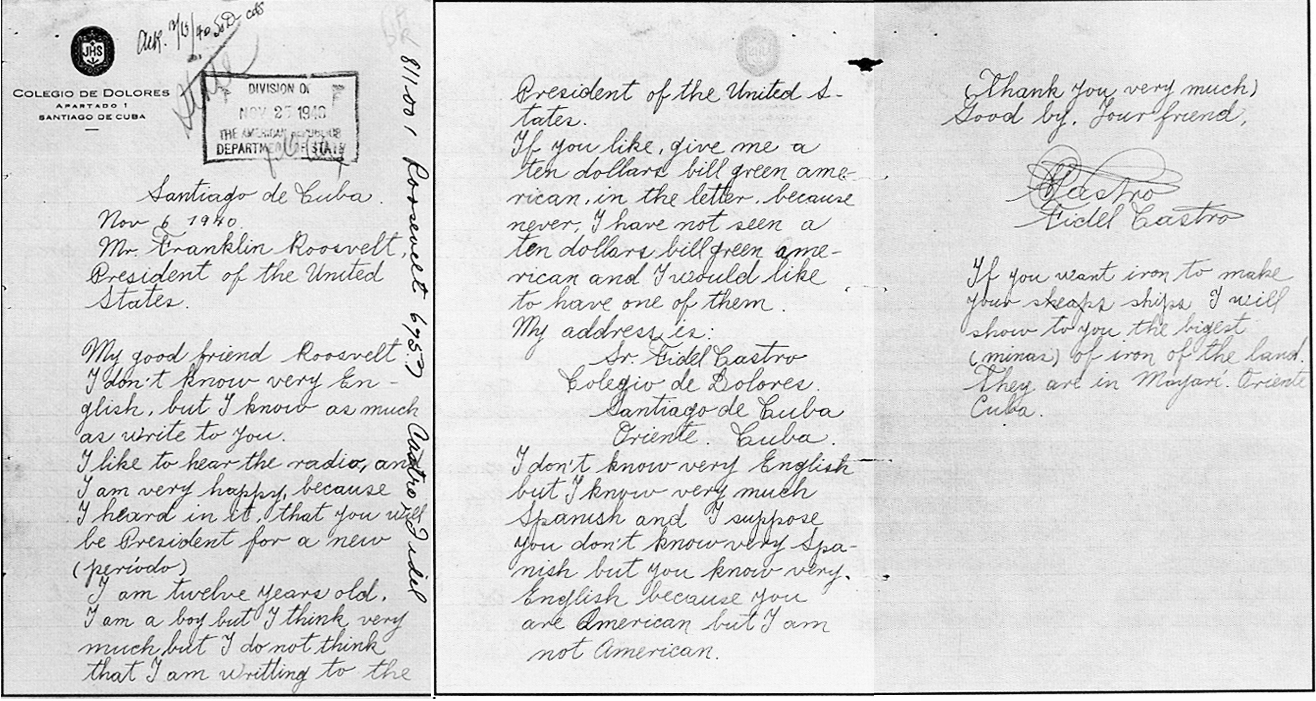
Carta escrita en inglés por Fidel Castro a la edad de 12 años al presidente estadounidense Roosevelt mientras estudiaba en el Colegio de Dolores, en Santiago de Cuba.

La operación de la Planta fue encargada de la Nicaro Nickel Company, y comenzó sus labores fabriles en 1943. Nicaro inició sus trabajos con una producción anual de un millón de toneladas de óxido de níquel. Esta planta fue nacionalizada por el gobierno revolucionario presidido por Fidel Castro el 24 de octubre de 1960, pasando al entonces Ministerio de Industria.
Carta de Fidel Castro (cuando tenía 12 años) a Roosevelt
Siendo aún alumno del colegio Dolores en Santiago de Cuba, contando solo con 12 años, el joven Fidel Castro le envía una carta al entonces presidente de los Estados Unidos de América Franklin Delano Roosevelt en la cual le propone que si necesita hierro para construir sus barcos, él le ofrece enseñarle los grandes yacimientos de hierro de Mayarí, los cuales califica, como buen cubano, como los mayores de la tierra.
El 3 de julio de 1976, por la Ley N.º 1304 se establece en el territorio nacional una nueva división política administrativa, quedando el país dividido en 14 provincias y 169 municipios; el municipio Mayarí mantiene su nombre aunque disminuye de tamaño al perder varios de los barrios que formaban parte de su partido judicial que se escindieron para formar nuevos municipios.

## Población

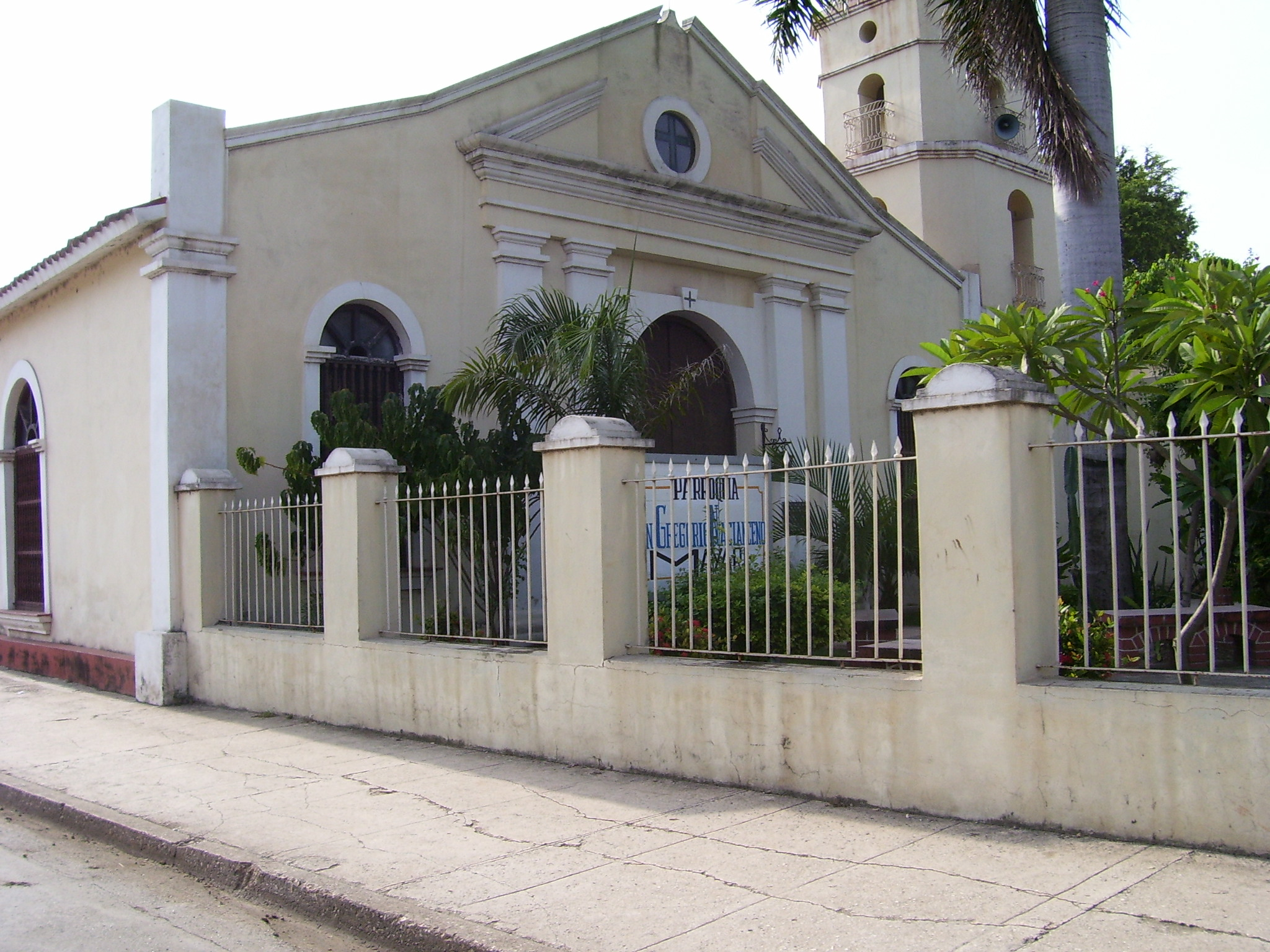
Parroquia San Gregorio Nacianceno

El cubano más antiguo que se conoce hasta hoy, habitó en los Farallones de Seboruco, distante 5 km de la ciudad. Este sitio fue descubierto en 1948 por doctor Antonio Núñez Jiménez, investigador ya fallecido. Allí apareció un esqueleto de una niña de aproximadamente trece años en posición acuclillada y junto a ella fueron encontrados algunos objetos de madera tallada que, de acuerdo con su estructura, se supone que estaban relacionadas con actividades rituales funerarias, ya que semejan cetros. Según las investigaciones, estos restos humanos pertenecieron a grupos originarios protoarcaicos los cuales se guarecían en cuevas para las prácticas necrológicas. Los restos se remontan aproximadamente a seis mil años atrás. Estos primeros habitantes de la isla de Cuba no conocían el uso de la agricultura ni la cerámica e ignoraban el pulimento de las piedras, pero, sabían el secreto de la talla en madera.
Este sitio arqueológico está conformado por varias cuevas donde aparecieron por primera vez pictografías en todo el oriente de la isla, las que se conservan aún en buen estado y se pueden apreciar dibujos en blanco y negro con estilo más bien abstracto y trazos lineales muy simple que muestran el arte rupestre de nuestra cultura prehistórica, considerada la más antigua manifestación artística hecha en nuestro país.